# Кушелев, Андрей Андреевич
Андрей Андреевич Кушелев (1854 — 1918) — русский политический и государственный деятель.
Внучатый племянник сенатора Егора Андреевича Кушелева.
Действительный статский советник. В 1896—1908 гг. был осташковским уездным предводителем дворянства, а в 1908—1911 гг. тверским губернским предводителем дворянства. Почётный гражданин города Осташкова.
В 1909—1912 годах — член Государственного совета по выборам от земского собрания Тверской губернии.